# 저포팔읍
저포팔읍은 저포 즉 모시가 생산되던 충청도의 여덟 개의 읍을 말하는 것으로 부여, 임천, 한산, 홍산, 서천, 비인, 남포, 정산을 말한다. 저산팔읍이라고 불리기도 한다.
18세기 후반에는 모시가 거래되던 각 읍에는 5일장이 크게 활성화가 되었는데 부여의 읍내장이 3일과 8일에 열렸고, 은산장이 1일과 6일에 열렸다. 임천의 읍내장은 4일과 9일, 남당장은 3일과 8일에 열렸다. 한산의 읍내장은 1일과 6일, 신장장은 3일과 8일, 장등장은 4일과 9일에 열렸다. 홍산의 읍내장은 2일과 7일, 마정장은 1일과 6일, 노은치장은 3일과 8일, 신기장은 1일과 6일에 열렸다. 서천의 읍내장은 2일과 7일, 길산장은 4일과 9일, 대조장은 5일과 10일에 열렸다. 비인의 읍내장은 3일과 8일, 종천장은 1일과 6일, 판교장은 5일과 10일, 남포의 대천장은 4일과 9일, 간치장은 1일과 6일에 열렸다.